# Narancsszínű gyümölcsgalamb
A narancsszínű gyümölcsgalamb (Ptilinopus victor) a madarak osztályának galambalakúak (Columbiformes) rendjébe és a galambfélék (Columbidae) családjába tartozó faj

## Előfordulása
A faj a Fidzsi-szigetek endemikus madara. A szigetországban Vanua Levu, Taveuni, Rabi, Kioa, Qamea és Laucala szigetének trópusi esőerdeiben honos.

## Alfajai
- Ptilinopus victor aureus
- Ptilinopus victor victor

## Megjelenése
A madár kis méretű, körülbelül 20 cm hosszú, jellemzően rövid farkú faj. 
Egyike a legszínesebb fajoknak a galambfélék családján belül. A hím feje sötétzöld, míg teste pompás narancsszínű. Csőre, lábai és a szem körüli kis csupasz bőrfelület kékeszöld színű. A pompás színezetű hímmel szemben a tojók és a fiatal madarak sötétzöldek, farkuk fekete és csak hasukon figyelhető meg narancssárgás szín, ám ez is jóval fakóbb, mint a hímeknél.

## Életmódja
A narancsszínű gyümölcsgalamb tápláléka főként fákról, pálmákról és kúszónövényekről szedett gyümölcsökből áll. Ezeken felül fogyaszt rovarokat és hernyókat is néha.

## Szaporodása
A tojó rendszerint egyetlen, fehér színű tojást tojik.

## Természetvédelmi helyzete
Korlátozott elterjedése ellenére élőhelyén gyakori, állománya nem csökken, nem tartják veszélyeztetettnek.

## Egyéb
A faj közeli rokona a szintén a Fidzsi-szigeteken endemikus két másik Ptilinopus fajnak, a sárgafejű gyümölcsgalambnak (Ptilinopus layardi) és az aranyos gyümölcsgalambnak (Ptilinopus luteovirens). 
Mindhárom faj más-más szigeteken honos a szigetcsoporton belül, nem fordulnak elő azonos szigeteken.